# Stenus vespertinus
Stenus vespertinus är en skalbaggsart som beskrevs av Thomas Casey. Stenus vespertinus ingår i släktet Stenus och familjen kortvingar. Inga underarter finns listade i Catalogue of Life.